# Mitzoruga elapines
Espèce
Mitzoruga elapines est une espèce d'araignées aranéomorphes de la famille des Miturgidae.

## Distribution
Cette espèce est endémique d'Australie. Elle se rencontre au Queensland et en Australie-Méridionale.

## Description
La carapace de mâle holotype mesure 4,00 mm sur 2,48 mm et son abdomen 4,32 mm sur 2,64 mm. La carapace de la femelle paratype mesure 3,92 mm sur 3,04 mm et son abdomen 5,36 mm sur 3,20 mm.

## Publication originale
- Raven, 2009 : Revisions of Australian ground-hunting spiders: IV. The spider subfamily Diaprograptinae subfam. nov. (Araneomorphae: Miturgidae). Zootaxa, no 2035, p. 1-40.